# Kroatische Riviera

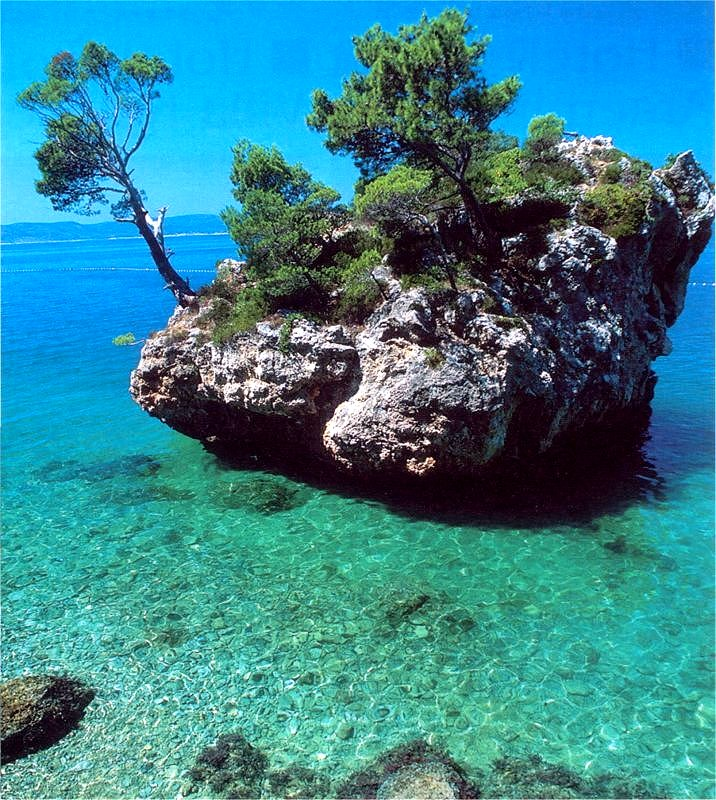
Makarska Riviera

In Kroatien werden drei Küstenabschnitte als Riviera bezeichnet, die zusammen die Kroatische Riviera bilden.
Die Makarska Riviera befindet sich am Fuß des Biokovo-Gebirgsmassivs und reicht von Brela über Podgora bis Gradac. Ihr Zentrum ist die gleichnamige Stadt Makarska.
Die Crikvenička Riviera befindet sich südlich der Stadt Rijeka in der Kvarner-Bucht.
Die Istrische Riviera umfasst die Badeorte Istriens.